# Золотой жук (рассказ)
«Золотой жук» (англ. The Gold-Bug) — рассказ американского писателя, поэта и литературного критика Эдгара Аллана По, написанный в 1843 году. История о сокровищах, ключ к местонахождению которых был зашифрован. Один из героев сумел разгадать его, используя остроумную систему подсчёта знаков шифра и сопоставление с частотностью использования букв в английском языке.
Рассказ часто относят к ранним формам жанра детектив. Эдгар По знал о заинтересованности читателей того времени в шифрописании и на страницах журнала Alexander’s Weekly Messenger предложил им представлять собственные шифры, которые он бы разгадывал. «Золотой жук» пришёлся как нельзя кстати на начало популяризации криптографии, и важную часть в сюжете занимает один из шифров.
По выставил «Золотого жука» на писательский конкурс, проводимый газетой Philadelphia Dollar Newspaper. Его рассказ выиграл главный приз и был опубликован в трёх частях, начиная с 1843 года. Также за победу в конкурсе Эдгар По получил 100 долларов. Это было самой большой единовременной премией за рассказ за его писательскую карьеру. «Золотой жук» имел мгновенный успех и был самым популярным и читаемым рассказом при жизни писателя. Также он помог в популяризации криптографии и тайного письма и сильно повлиял на молодого Артура Конан Дойла (позже он написал рассказ «Пляшущие человечки», в котором Шерлок Холмс использует аналогичный метод для разгадывания шифра).

## История написания
Эдгар По упоминает в начале рассказа форт Моултри, находившийся на том же острове, что и хижина Вильяма Леграна. По проходил в Моултри службу в армии в конце 1820-х годах, и все красочные декорации в рассказе были собраны задолго до его написания. В июне трудного для По 1843 года он заканчивает написание «Золотого жука» и получает за него премию журнала Dollar Newspaper (за лучший рассказ). «Золотой жук» остаётся одним из самых известных его произведений.

## Сюжет
Действие рассказа происходит в Южной Каролине. Повествование ведётся от лица неназванного рассказчика, жившего в Чарльстоне. Потомок старинного аристократического рода Уильям Легран, преследуемый неудачами и банкротством, бежит из Нового Орлеана и поселяется на пустынном островке вблизи атлантического побережья со своей собакой — ньюфаундлендом и старым слугой — негром Юпитером. Легран и рассказчик становятся друзьями.
Однажды Легран находит «золотого» жука, которого он заворачивает в кусок найденного поблизости клочка бумаги. Придя домой, Легран обнаруживает, что это пергамент, и совершенно случайно находит на нём изображение черепа, нарисованное скрытыми чернилами, которые проявились от действия тепла — камина в доме Леграна. Расспрашивая о подробностях, рассказчик замечает, что Легран воспринимает эту находку как счастливое предзнаменование — его не покидает мысль о внезапном и скором богатстве. Негр Юпитер беспокоится, не заболел ли хозяин — Легран всё время что-то считает и надолго исчезает из дома.
Через какое-то время рассказчик получает от Леграна записку с просьбой посетить его по некоему важному делу. Лихорадочный тон записки заставляет рассказчика поторопиться, и он в тот же день оказывается у друга. Легран ожидает его с видимым нетерпением и предлагает всем тут же отправиться в путь — на материк, в горы.
Через несколько часов компания добирается до дерева, которое и искал Легран. Он заставляет негра лезть на дерево. Юпитер находит прибитый к суку череп и получает указание пропустить золотого жука на шнуре через левую глазницу. Забив колышек туда, где опустился жук, Легран отмеряет расстояние, и все начинают копать. Через некоторое время оказывается, что негр перепутал глазницы, и их усилия оказались напрасными. Легран перемеряет всё заново, и они возобновляют раскопки.
Они трудятся уже часа полтора, когда их прерывает отчаянный лай ньюфаундленда. Собака рвётся в яму и находит два скелета. Спустя пару мгновений компаньоны обнаруживают и сундук, в котором находится настоящее сокровище — груды золота и драгоценных камней. Преодолев с трудом обратный путь, наконец, видя, что друг сгорает от любопытства, Легран рассказывает, что привело его к находке и разгадке шифра, позволившего найти сокровища.
Найденные сокровища были оценены в полтора миллиона долларов (по тогдашним меркам), но, даже продав не все из них, компания выручила намного больше денег.

## Решение криптограммы
В рассказе подробно описан криптографический метод решения простого шифра подстановки. Текст криптограммы состоял из 203 символов:
```
53‡‡†305))6*;4826)4‡.)4‡);806*;48†8¶
60))85;1‡(;:‡*8†83(88)5*†;46(;88*96*
?;8)*‡(;485);5*†2:*‡(;4956*2(5*—4)8¶
8*;4069285);)6†8)4‡‡;1(‡9;48081;8:8‡
1;48†85;4)485†528806*81(‡9;48;(88;4(
‡?34;48)4‡;161;:188;‡?;
```

Частотность букв в шифре

Частотность букв в английском языке

Уильям Легран пытается решить закодированную запись пирата Кидда, легенда о котором витает в округе.
Легран предполагает, что Кидд не сумел бы составить истинно сложную криптограмму. Значит, перед ним был примитивный шифр, но такой, что для обычной фантазии моряка он показался бы совершенно непостижимым. Первым шагом идёт определение языка, на котором пишется код. Внизу пергамента Легран обнаруживает рисунок козлёнка и решает, что это и есть подпись пирата (в английском языке kid — козленок, Kidd — имя пирата). Значит, скорее всего, зашифрованный текст — английский.
Послание было написано компактно, без пробелов, Легран проводит частотный анализ текста.
| Символ              | 8  | ;  | 4  | ‡  | )  | *  | 5  | 6  | (  | 1 | † | 0 | 9 | 2 | : | 3 | ? | ¶ | — | . |
| Упоминаний в тексте | 33 | 26 | 19 | 16 | 16 | 13 | 12 | 11 | 10 | 8 | 8 | 6 | 5 | 5 | 4 | 4 | 3 | 2 | 1 | 1 |

В английском письме самая частая буква — е. Поскольку знак 8 встречается в криптограмме чаще других, Легран принимает его за букву е английского алфавита. Для проверки своей гипотезы он проверяет, встречается ли этот знак дважды подряд, потому что в английском буква е очень часто удваивается, например в словах meet или fleet, speed или seed, seen, been, agree и так далее. Хотя криптограмма невелика, последовательность 88 встречается в ней 5 раз, что косвенно подтверждает выбранную гипотезу.
Следующим шагом в расшифровке было использование факта, что самое частое слово в английском — определённый артикль the. Легран проверяет, не повторяется ли сочетание из трёх знаков, расположенных в той же последовательности, и оканчивающееся знаком 8. Если такое найдётся, это будет, по всей вероятности, определённый артикль. Он находит 7 раз сочетание из трёх знаков ;48, что позволяет ему предположить, что знак ; — это буква t, а 4 — h. Вместе с тем подтверждается, что 8 действительно е.
Расшифровка целого слова позволяет найти границы других слов. Для примера Легран берёт предпоследнее из сочетаний рода ;48. Идущий сразу за 8 знак ; будет, очевидно, начальной буквой нового слова. Выписывая, начиная с него, шесть знаков подряд, можно обнаружить, что только один из них пока незнаком. Обозначая теперь знаки буквами и оставляя свободное место для неизвестного знака:
t.eeth
Ни одно слово, начинающееся на t и состоящее из шести букв, не имеет в английском языке окончания th, в этом легко убедиться, подставляя на свободное место все буквы по очереди. Потому отбрасывая две последние буквы как посторонние, получаем:
t.ee
Легран полагает пропущенной букву r, которая в шифре представлена знаком (. И теперь появляется возможность прочитать два слова подряд:
the tree
Далее Легран обнаруживает уже знакомое сочетание ;48. Принимая его опять за границу нового слова и выписывая целый отрывок, начиная с двух расшифрованных слов, Легран получает такую запись:
the tree thr…h the
У Леграна не остаётся сомнения, что неясное слово — through (через). Это открытие дает ещё три буквы — о, u и g, обозначенные в криптограмме знаками ‡ ? и 3.
Внимательно вглядываясь в криптограмму, Легран находит вблизи от её начала группу знакомых знаков: 83(88, которая читается так: egree. Это очень напоминает слово degree (градус) без первой буквы. Теперь Легран знает, что буква d обозначена знаком +.
Вслед за словом degree, через четыре знака, встречается группа
th.rtee
Легран быстро догадывается, что перед ним слово thirteen (тринадцать). К известным буквам прибавились i и n, обозначенные в криптограмме знаками 6 и *.
Криптограмма начинается так: 5 3 ‡ ‡ +. Подставляя по-прежнему буквы и точки, Легран получает:
.good
Недостающая буква, конечно, a, и, значит, два первые слова будут читаться так:
A good (хороший)
Чтобы теперь не сбиться, расположим знаки в виде такой таблицы.
| Символ | 5 | † | 8 | 3 | 4 | 6 | * | ‡ | ( | ; | ? |
| Замена | a | d | e | g | h | i | n | o | r | t | u |

Применив данный ключ к записке, Легран получил следующее:
```
agoodg0a))inthe2i)ho.)ho)te0inthede¶
i0))eat1ort:onedegree)andthirteen9in
ute)northea)tand2:north9ain2ran—h)e¶
enth0i92ea)t)ide)hoot1ro9the0e1te:eo
1thedeath)heada2ee0ine1ro9thetreethr
oughthe)hot1i1t:1eetout
```

После того, как у Леграна сформировался ключ к десяти главным буквам, остались девять нерасшифрованных:
| Нерасшифрованные символы | ¶ | . | 0 | 9 | 2 | 1 | : | — | ) |

Аналогично были распознаны остальные символы, дав конечный ключ к шифру:
| Символ | 8 | ; | 4 | ‡ | ) | * | 5 | 6 | ( | 1 | † | 0 | 9 | 2 | : | 3 | ? | ¶ | — | . |
| Буква  | e | t | h | o | s | n | a | i | r | f | d | l | m | b | y | g | u | v | c | p |

Криптограмма пирата оказалась одной из самых простейших. Теперь приведём полный текст получившейся записи.
Вот она в расшифрованном виде:
```
agoodg0a))inthe2i)ho.)ho)te0inthede¶
i0))eat1ort:onedegree)andthirteen9in
ute)northea)tand2:north9ain2ran—h)e¶
enth0i92ea)t)ide)hoot1ro9the0e1te:eo
1thedeath)heada2ee0ine1ro9thetreethr
oughthe)hot1i1t:1eetout
```

```
agoodglassinthebishopshostelinthedev
ilsseatfortyonedegreesandthirteenmin
utesnortheastandbynorthmainbranchsev
enthlimbeastsideshootfromthelefteyeo
fthedeathsheadabeelinefromthetreethr
oughtheshotfiftyfeetout
```

Разделив последний текст по смыслу на слова, Легран получил окончательную разгадку шифра:
A good glass in the bishop’s hostel in the devil’s seat forty-one degrees and thirteen minutes northeast and by north main branch seventh limb east side shoot from the left eye of the death’s-head a bee line from the tree through the shot fifty feet out.
Русский перевод (пер. А. Старцева):
Хорошее стекло в трактире епископа на чёртовом стуле двадцать один градус и тринадцать минут северо-северо-восток главный сук седьмая ветвь восточная сторона стреляй из левого глаза мёртвой головы прямая от дерева через выстрел на пятьдесят футов

## Анализ
В рассказе «Золотой жук» описывается простейший подстановочный шифр и частотный анализ, использовавшийся для его взлома. Хотя Эдгар По и не сделал открытие в криптографии, очевидно, он способствовал её популяризации в течение всей жизни. Для большинства людей в XIX веке криптография была чем-то таинственным, и считалось, что те, кто мог взломать или расшифровать код, наделены поистине сверхъестественными способностями. На страницах журнала Alexander’s Weekly Messenger По предложил читателям присылать тексты, закодированные их собственными шифрами, хвастаясь тем, что он будет решать их без каких-либо затруднений. Вызов привёл, как писал Эдгар По, к «очень живому интересу среди многочисленных читателей журнала. Письма летели к редактору со всех концов страны». В июле 1841 года По опубликовал статью A Few Words on Secret Writing («Несколько слов о тайнописи») и, осознавая интерес к этой теме, написал рассказ «Золотой жук», в котором соединяет литературу и криптографию. Объяснение героя По, Леграна, его способности разгадывать шифры очень похоже на объяснение самого автора в этой статье.

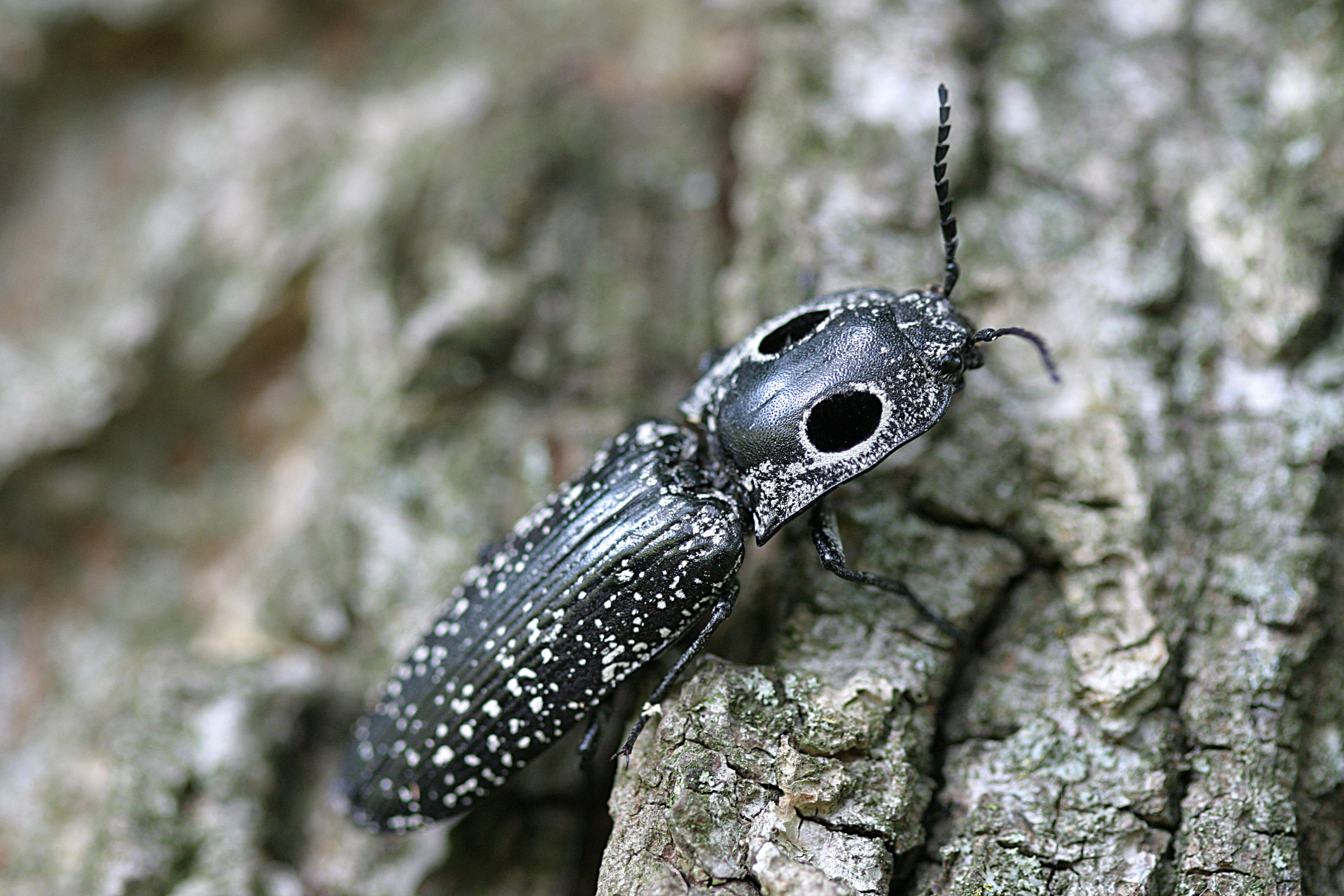
Глазчатый щелкун

Золотой жук в рассказе — ненастоящее насекомое. По соединил в нём характеристики двух жуков, обитающих на местности, где происходит действие рассказа. Callichroma splendidum, хотя и не является, технически, скарабеем, но есть разновидность жука Усача или Дровосека (Cerambycidae), с золотой головой и отливающим золотом телом. Тёмные пятна на спинке жука относятся к Alaus oculatus, из вида Щелкунов, что тоже обитают на острове Салливана.
Описание слуги-негра из Африки в рассказе часто полагают стереотипным и расистским, с современной точки зрения. Юпитер описан суеверным и настолько лишённым интеллекта, что даже не может отличить лево от права[прояснить]. Автор, вероятно, включил его персонаж в рассказ, будучи впечатлённым аналогичным персонажем из рассказа «Шеппард Ли» (1836) Роберта Монтгомери Берда, на который он делал обзор. Чёрные персонажи в рассказах того времени не были чем-то необычным, но Эдгар По впервые дал негру говорящую роль. Критики и специалисты спорят, был ли говор Юпитера подлинный или имел больше комичный окрас.
Несмотря на то, что рассказ «Золотой жук» зачастую включают в список детективов, написанных Эдгаром По, технически детективом он не является. Причина тому — умалчивание Леграна об уликах и каких-либо доказательствах до тех пор, пока решение не найдено. Несмотря на это, персонаж Леграна часто сравнивают с другим персонажам Эдгара По — Огюстом Дюпеном. Их сходство заключается в образе мышления, методе, основанном на логических рассуждениях и причинно-следственной связи, заключающемся в видении неуловимых деталей или того, что другие посчитали неважным.

## Публикации
По продал свой рассказ журналу Graham's Magazine за 52 доллара, но отозвал его после того, как услышал о писательском конкурсе газеты Dollar Newspaper. В конечном итоге автор так и не вернул полученный гонорар, а вместо этого пообещал отработать сумму написанием статей. На конкурсе По занял первое место и выиграл 100 долларов, а кроме того, «Золотой жук» был опубликован в двух номерах (21 июня и 28 июня 1843 года) газеты Dollar Newspaper. Полученные писателем 100 долларов стали самым большим гонораром, когда-либо заработанным По за одно произведение. Предвидя положительную реакцию читателей, Dollar Newspaper приобрела авторские права ещё до публикации.
Рассказ был повторно издан в трёх частях в Saturday Courier в Филадельфии 24 июня, 1 и 8 июля. Две последние части были анонсированы на обложках и включали иллюстрации художника Феликса Дарли. Последующие переиздания в газетах Америки сделали рассказ «Золотой жук» наиболее широко читаемым среди небольших произведений за всю жизнь писателя. К маю 1844 года, по словам По, общий тираж рассказа составлял 300 000 копий, хотя, вероятно, сам писатель переиздания не оплачивал. Также результатом стало увеличение популярности Эдгара По как лектора. После издания рассказа одна из лекций собрала настолько много народу, что не одной сотне человек не удалось попасть в лекционный зал. По словам самого По, «Золотой жук» наделал много шума. Позже он сравнивал успех «Золотого жука» и «Ворона», хотя и признал, что «птица обошла жука».
Популярность рассказа также принесла и критику. В течение месяца после публикации Эдгар По был обвинён в сговоре с конкурсным комитетом Philadelphia’s Daily Forum. Обвинительная статья называлась: «Золотой жук как „выкидыш“ и „абсолютный мусор“, стоящий не более 15 долларов». По подал в суд на редактора Фрэнсиза Дюффе. Позже жалоба была отклонена и Дюффе извинился за своё высказывание о том, что история не стоила 100 долларов призовых. Редактор Джон Дю Солле высказал идею, что По украл идею «Золотого жука» у школьницы Мисс Шербурн, написавшей рассказ «Имоджин; или история пиратских сокровищ».
«Золотой жук» был переиздан как первый рассказ в коллекции Уилли и Путнама в июне 1845 года. За ним следовали «Чёрная кошка» и десять других рассказов. Успех этой коллекции вдохновил первый французский перевод «Золотого жука», опубликованный в ноябре 1845 года Альфонсом Борхесом в Revue Britannique под названием Le Scarabée d’or. Это был первый литературный перевод По на иностранный язык. На русский рассказ был переведён двумя годами позже и стал дебютом автора в России. В 1856 году Шарль Бодлер опубликовал рассказ в первом томе «Необычных историй». Переводы Бодлера оказали заключительное влияние на популяризацию рассказов Эдгара По в Европе.

## Экранизации и исполнения
- 1961 - «Золотой жук» (Le scarabée d'or, Франция), короткометражный.
- 1980 - «Золотой жук» (Le scarabée d'or, из цикла "Таинственные истории Эдгара Аллана По").  Исполнители: Витторио Каприоли, Доминик Зарди,Леопольдо Франсес, Мартин Ласаль.
- 1999 - «Золотой жук» (El escarabajo de oro, Испания). Андрес Алексис (Легран).
- Радиоспектакль «Золотой жук». Исполнители: Джордж — Юрий Яковлев; Легран — Валентин Никулин; Юпитер — Евгений Весник; Ведущая — Наталья Литвинова. Главная редакция радиовещания для детей, 1982 год.